# Édgar Méndez
Édgar Antonio Méndez Ortega (Arafo, 30 de abril de 1991) é um futebolista profissional espanhol que atua como meia.

## Carreira
Édgar Méndez começou a carreira no Real Madrid.

## Títulos
Alavés
- Vice Copa del Rey: 2016-2017.